# Crouzet-Migette
Crouzet-Migette é uma comuna francesa na região administrativa de Borgonha-Franco-Condado, no departamento de Doubs. Estende-se por uma área de 5,67 km². Em 2010 a comuna tinha 122 habitantes (densidade: 21,5 hab./km²).